# The Open Network
The Open Network (скор. TON) — заснована на блокчейні децентралізована комп'ютерна мережа, а також проєкт захищеної вбудованим проксі та анонімайзером даркнет-платформи, побудованої на принципі оверлейної P2P-мережі, що має сервіси обміну повідомленнями, платіжних операцій у криптовалюті TONCOIN, зберігання даних, а також операційна система для розподілених додатків. Спочатку розроблялася під ім'ям Telegram Open Network для криптовалюти Gram.
Концепція TON розроблена братами Дуровими, які залучили під цей проєкт інвестиції в кілька мільярдів доларів і запланували переведення на TON свого популярного месенджера Telegram.
На думку оглядачів, TON, з одного боку, залучає інвесторів ідеєю популярної криптовалюти, а з іншого боку, дозволяє користувачам у країнах із сильною Інтернет-цензурою вільно використовувати інформаційні ресурси, оминаючи державні системи блокування та відстеження. 30 травня 2019 року Telegram представив спрощену версію платформи.
12 травня 2020 року Павло Дуров у своєму Telegram-каналі оголосив, що закрив блокчейн-проєкт TON.
29 червня 2021 року творець ВКонтакті і Telegram, Павло Дуров передав домен ton.org і GitHub-репозиторій незалежному співтовариству розробників The Open Network (TON).
9 серпня 2021 року EXMO оголосив про лістинг нової криптовалюти — TONCOIN.
Станом на 31 жовтня 2023 року, TON довів, що є найшвидшим блокчейном у світі, продемонструвавши здатність обробляти 104 715 транзакцій за секунду (TPS) під час публічного тестування продуктивності. Це встановило новий світовий рекорд для блокчейн-технологій, який значно перевищує показники найпопулярніших блокчейнів, таких як Bitcoin, Ethereum, Solana та багато інших.

## Історія

### Запуск проєкту
Протягом кількох років Telegram розвивався лише на власні кошти Павла Дурова. З матеріалів, поданих під час розгляду претензій Комісії з цінних паперів США (SEC) до Telegram, випливає, що до 2017 року месенджеру були потрібні додаткові гроші на оплату та обслуговування серверів. Дуров розглядав можливість залучення традиційних інвестицій, але на початок 2018 року відмовився від них на користь фінансування месенджера через блокчейн-проєкт TON (назва розшифровувалась подвійно: як Telegram Open Network та The Open Network) та криптовалюту Gram .
За задумом творців, TON повинен був стати платформою для децентралізованих додатків за аналогією з Google Play, AppStore і WeChat , а за рахунок заявленої здатності обробляти мільйони транзакцій за секунду — децентралізованою альтернативою міжнародним платіжним системам Visa та MasterCard .

### Продаж токенів
Для залучення коштів Telegram організував закритий продаж ф'ючерсних контрактів, які давали право отримання токенів Gram після запуску блокчейну. До участі було запрошено ретельно відібраних інвесторів з мінімальним чеком у $20 млн у першому раунді та $1 млн — у другому. Вартість криптовалюти для учасників закритого продажу була значно нижчою від ціни, яку прогнозував Telegram на момент запуску TON, і вигоду від придбання активу компанія описувала за аналогією з цінними паперами. Загалом у двох раундах компанія залучила $1,7 млрд доларів.

### Розробка
У квітні 2019 року у ЗМІ з'явилася інформація про створення незалежної компанії TON Labs. За словами керуючого директора компанії Олександра Філатова, TON Labs "готовить інструментарій для розробників додатків для TON".
17 квітня 2019 року про партнерство з TON Labs оголосила німецька компанія Wirecard AG.
6 вересня 2019 року відкрився тестовий портал TON для розробників з офіційними специфікаціями проєкту — https://test.ton.org/, а на сайті https://test.ton.org/testnet/ став доступний оглядач мережі TON, що відображає перші сотні працюючих вузлів мережі. Видання New York Times, коментуючи дані події, зазначило, що проєкт випускає тестові токени раніше за графік, що має задовольнити інвесторів. Спостерігачі, посилаючись на експертів з криптовалют, також відзначають, що стратегія Дурова тримати розробку TON у відносній таємниці викликала певний скептицизм у криптографічному суспільстві щодо конкуруючого проєкту криптовалюти Facebook Libra, але врешті-решт виявилася правильною, оскільки Facebook, зробивши розробку Libra прозорою, відразу ж обрушив на себе гнів регуляторів. У той же час такі експерти в криптовалютах, як Девід Джерард, зазначають, що незважаючи на зусилля команди TON задовольнити принципи KYC-AML, центральний ризик проєкту аналогічний Libra — державні регулятори можуть злякатися втрати контролю над фінансовою системою.

### Припинення проєкту (2019—2020)
У жовтні 2019 року, Комісія з цінних паперів та бірж США (SEC) вимагала заборони на випуск Gram. Павло Дуров запропонував повернути інвесторам TON 77 % вкладень або перенести останній термін запуску платформи на 30 квітня 2020 року.
7 та 8 січня 2020 року SEC допитала Павла Дурова у зв'язку з ICO TON. Допит проходив у Дубаї. Американський регулятор намагався дізнатися, навіщо Дуров провів ICO, скільки грошей витратив на Telegram та TON, і чому токен Gram — не цінний папір. Дуров відповів, що гроші знадобилися для покупки обладнання та підтримки роботи блокчейн-платформи, а Gram — криптовалюта, а не цінний папір.
Після тривалих судових розглядів зрештою SEC визнала токени проєкту цінними паперами. Після цього команда TON заявила, що не зможе запустити проєкт у термін, а інвесторам було запропоновано два основні варіанти повернення коштів: 72 % у 2020 році та 110 % у квітні 2021 року.
12 травня 2020 року Павло Дуров офіційно заявив, що робота над проєктом Telegram Open Network припиняється. Як основну причину вказуються дії SEC, які унеможливлюють запуск TON. Команда Telegram також заявила, що не має відношення до всіх проєктів, які будуть запущені на базі Telegram Open Network у майбутньому.
2 березня 2021 року інвестори фонду направили Павлу Дурову повідомлення про намір подати позов проти TON Inc. та Telegram Inc. для того, щоб відшкодувати близько $100 млн за блокчейн-проєкт TON.

### Продовження розробки
Після оголошення про закриття проєкту командою Telegram були створені різні проєкти-продовження.

#### Everscale (Free TON)
7 травня 2020 року співтовариство розробників, валідаторів та представників індустрії цифрових валют оголосило про запуск проєкту Free TON, в основі якого лежить відкритий вихідний код Telegram Open Network. Код TON розповсюджується за ліцензією LGPLv2, яка дозволяє використовувати його без обмежень. Офіційний запуск мережі відбувся 7 травня під час онлайн-трансляції, присвяченої проєкту. Нативним токеном проєкту Free TON став TON Crystal, всього в мережі можлива емісія 5 млрд. монет.
Водночас прихильники Free TON опублікували Декларацію про децентралізацію, доступну для підпису всім бажаючим підтримати запуск Free TON. Протягом доби декларацію підписало кілька тисяч фізичних та юридичних осіб. Серед підписантів декларації відомі: компанія розробник TON Labs, біржі криптовалют LEVEL TRADE Ltd, KUNA та CEX.io, валідатори P2P.org та Everstake, інвестиційні компанії Dokia Capital та Bitscale Capital . Примітно, що на момент запуску громадян США не допускався до участі в проєкті Free TON.
9 листопада 2021 року було внесено пропозицію про зміну назви проєкту з «Free TON» на «Everscale» та спалювання 3 млрд токенів. Як обґрунтування цього рішення було названо бажання позбутися обмежень, що накладаються використанням бренду TON, і зокрема отримати можливість лістингу на великих біржах і укладати партнерства з великими компаніями. Також це рішення покликане знизити розмиття бренду та плутанину, пов'язану з існуванням інших проєктів, які використовують TON у своїй назві. Рішення про перейменування проєкту було ухвалено керівною радою за допомогою голосування.
14 березня 2022 року DeFi Alliance запустило платформу для голосування EverDAO. Усі рішення щодо розвитку проєкту приймаються на підставі голосування власників токенів EVER у системі EVER DAO. Для ухвалення рішення необхідно залучити до голосування не менше 500 000 монет власників та отримати більшість голосів «за». Щоб висунути свою ініціативу, необхідно заблокувати до стейкінгу 100 000 EVER.
У січні 2023 року, Venom Ventures Fund, інноваційний фонд Web3 та блокчейну, керований менеджером інвестиційного фонду Iceberg Capital з Абу-Дабі, оголосив про стратегічне партнерство та інвестиції в Everscale, провідному блокчейному, метою якого є вирішення проблем масштабованості, що заважають індустрії Web3.

#### The Open Network
29 травня 2020 року, спільнота з розробників, валідаторів, переможців публічних blockchain-конкурсів Telegram та криптоентузіастів анонсувала продовження роботи над проєктом. Першою назвою проєкту стало «NEWTON».
Команда продовжила підтримку та розробку оригінальної мережі testnet2 від команди Telegram, яка була запущена 15 листопада 2019 року.
У травні 2021 року співтовариство проголосувало за перейменування назви мережі testnet2 на mainnet. Також команда розробників змінила назву «NEWTON» на «TON Foundation. TON Foundation — проголошується некомерційною спільнотою, орієнтованою на подальшу підтримку та розробку мережі.
TON Blockchain використовує proof-of-stake консенсус, і для генерації нових блоків майнінгу не потрібно. Командою Telegram майже всю масу з 5 мільярдів монет було переведено на спеціальні смарт-контракти proof-of-work givers. Нові монети можна одержати шляхом майнінгу цих контрактів. Proof-of-work giver контракти мають свої межі та вичерпаються, як тільки користувачі здобудуть усі доступні монети.
29 червня 2021 року, команда Telegram у відповіді на відкритий лист погодилася передати домен https://ton.org/ та обліковий запис https://github.com/ton-blockchain спільноті The Open Network.

#### Toncoin
9 серпня 2021 року, EXMO оголосила про лістинг нової криптовалюти Toncoin.
У вересні 2023 року, за повідомленням BeInCrypto, криптовалюта Toncoin зазнала значного зростання ціни та ринкової капіталізації після анонсу гаманця TON Space, який інтегрується з месенджером Telegram.

## Архітектура TON
|              | TON — це амбіція запустити децентралізований Web і амбіція запустити новий Ethereum |
| — TechCrunch |                                                                                     |

TON — це даркнет з повнофункціональними сервісами від платежів до сховища файлів і додатків, який базується на парадигмі розподіленої системи, незалежно від постійного підключення до керуючих серверів. Дуров у бізнес-плані називає його найближчим аналогом даркнет системі I2P.
В архітектуру платформи TON, як і інших даркнетів, закладено кілька рівнів захисту від спроби встановити над нею будь-який вид державного регулювання (захист від цензури за текстом бізнес-плану Павла Дурова).
| Компонент TON         | Призначення                                                                                           |
| --------------------- | --- |
| TON Blockchain        | Ядро платіжної системи на блокчейні, розраховане на мільйони платежів за секунду                      |
| TON P2P Network       | Організація мережі класу «peer-to-peer» із самих клієнтів TON                                         |
| TON Storage           | Розподілене «торрент-подібне» сховище для файлів та сервісів                                          |
| TON Proxy             | Проксі та анонімайзер, архітектурно подібний I2P та Tor                                               |
| TON DHT               | Розподілена система пошуку об'єктів за хеш-кодами, що грає роль, подібну до «торрент-трекера» TON     |
| TON Services          | Платформа для створення розподілених програм для TON                                                  |
| TON DNS               | Система пошуку за «людськими іменами» хеш-кодів у TON DHT                                             |
| TON Payments          | Платіжна система, у тому числі для мікроплатежів з відстроченим відображенням у TON Blockchain        |
| TON Virtual Machine   | Віртуальні машини для виконання алгоритмів контрактів між покупцями та продавцями                     |
| TON Messages          | У TON повідомлення можливі як між людьми, а й між алгоритмами. Це базова функція комунікації          |
| TON Hypercube Routing | Система обчислення оптимального шляху в TON P2P Network для повідомлень TON Messages між нодами       |
| TON Validators        | Користувачі мережі, що створюють та перевіряють блокчейни TON Blockchain, тобто які проводять платежі |